# 2912 Lapalma
2912 Lapalma је астероид главног астероидног појаса са средњом удаљеношћу од Сунца која износи 2,289 астрономских јединица (АЈ).
Апсолутна магнитуда астероида је 12,7.